# Interuniversity Microelectronics Centre

Logo

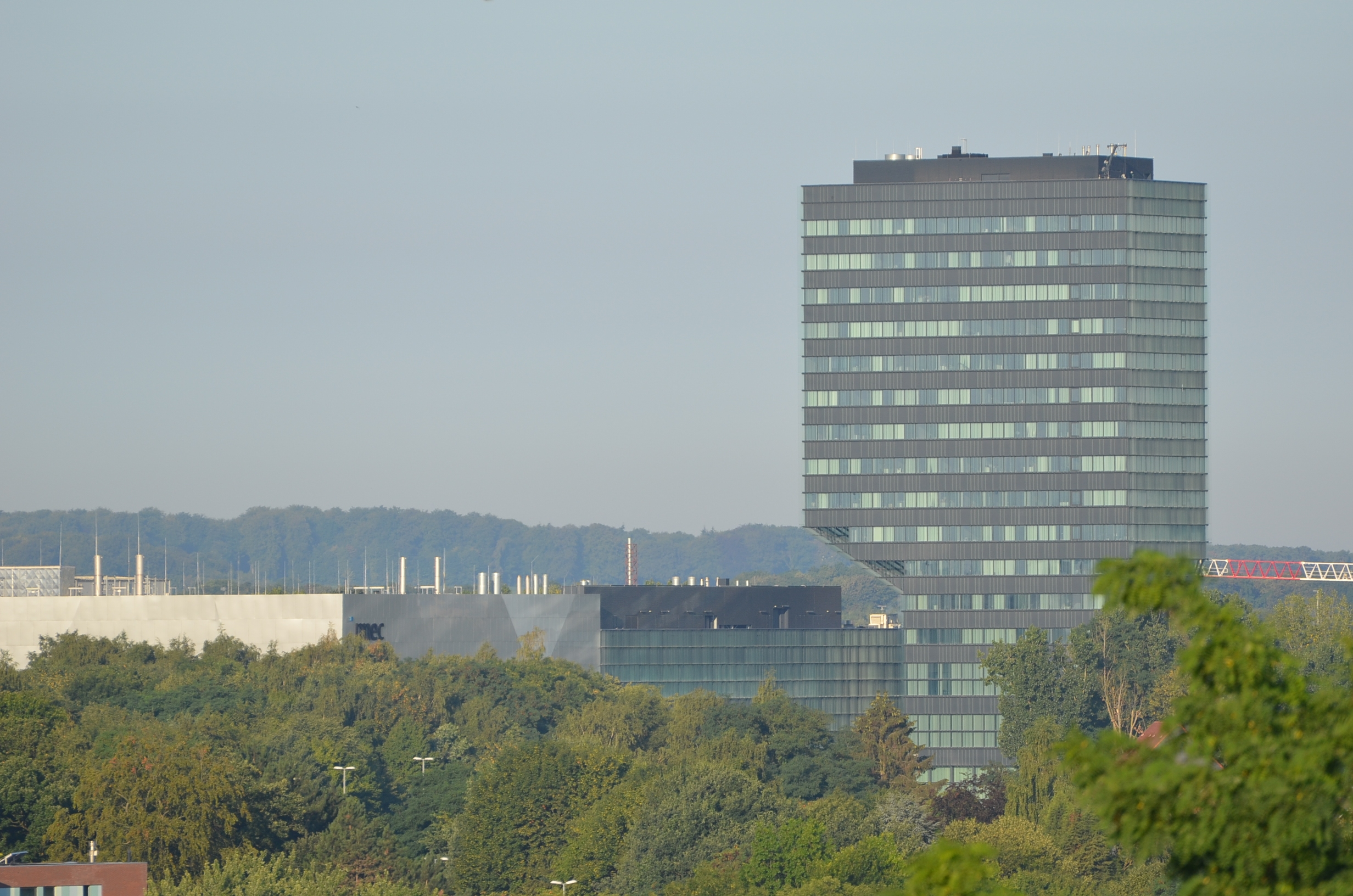
Imec Hauptsitz in Löwen

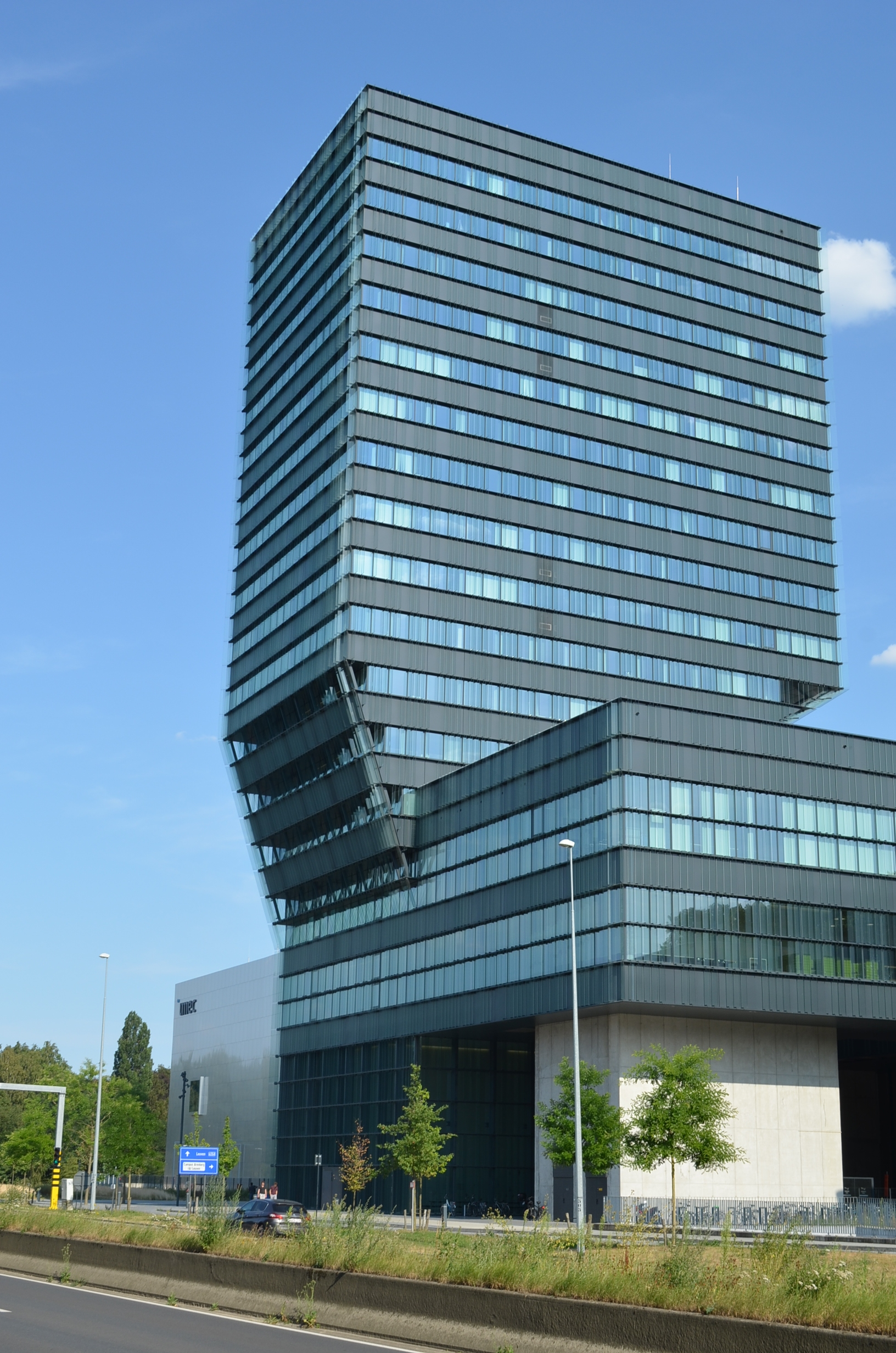
Imec Hauptsitz in Löwen

Interuniversity Microelectronics Centre (imec) ist eines der größten Forschungszentren für Nano- und Mikroelektronik in Europa. Es befindet sich in Löwen, Belgien. Neben dem Hauptsitz in Löwen und einem weiteren Büro in Ypern betreibt das Imec Büros in den Niederlanden, Taiwan, den USA, China und Japan.

## Organisation
Imec beschäftigte 2022 nach eigenen Angaben über 5.000 Experten aus 96 Ländern, 2011 waren es noch 1.900 Personen gewesen.

## Geschichte
1982 beschloss die flämische Regierung ein Programm zur Förderung der Mikroelektronikindustrie in Flandern. Aktionspunkte des Programms waren die Einrichtung eines Forschungslabor für Mikroelektronik, das Imec, die Ansiedlung einer Halbleiterfabrik und die Einrichtung eines Ausbildungsprogramms für VLSI-Designer. Das Forschungszentrum wurde am 16. März 1984 als Non-Profit-Organisation gegründet. Es verfügte zur Gründung über 70 Mitarbeiter und einen Etat von umgerechnet 62 Mio €. Geleitet wurde es von Roger van Overstraeten, der dem Imec bis Juni 1999 vorstand.
Sein Nachfolger war Gilbert Declerck, der das Imec bis Juli 2009 leitete. Zurzeit (Februar 2024) wird das Zentrum von Luc Van den Hove geleitet.
Am 19. Juni 1986 eröffnete das Imec das erste Gebäude. Es beherbergt neben Büros auch einen Reinraum mit 3500 m² und eine Technologielinie für 125-mm-Wafer. Minimale Strukturgröße der CMOS-Technologie war 1,25 µm. 1990 stellte das Imec seine Fertigung auf eine 0,7-µm-CMOS-Technologie um. 1994 wurde die Fertigung auf 150-mm-Wafer und eine Strukturgröße von 0,5 µm umgerüstet.
Ebenfalls 1994 wurden Imecs Forschungsabteilungen für Solarzellen und Prozesstechnologie nach ISO 9001 zertifiziert. 1998 wurde dann das ganze Imec nach ISO 9001 zertifiziert.
Seit Bestehen des Imecs wurden eine Vielzahl von neuen Technologien und Applikationen entwickelt und mehr als 25 Firmen aus dem Imec ausgegründet.
Im Durchschnitt erhält das Imec 50 Patente jedes Jahr.

## Forschung & Entwicklung
Das Imec betreibt Forschung im Bereich der Mikro- und Nanoelektronik und möchte damit „Lösungen für die Herausforderung der Gesellschaft im kommenden Jahrzehnt.“ Dazu gehören Forschungen in wachsenden Bereichen, wie
- Technologie für zukünftige Mikrochips und Systeme,
- Energieversorgung,
- Elektronik für Medizin und Lebenswissenschaften,
- Drahtlose Kommunikationssysteme,
- Bildsensorik und
- Sensoren für industrielle Anwendungen.[6]

Das imec betreibt seit 2016 eine 300-mm Pilotlinie bzw. einen Reinraum für hoch-spezialisierte CMOS-Technologien.

### Andere
- EMBRACING A BETTER LIFE (imec Corporate Brochure). imec, 2022 (imec-int.com [PDF]).

### Homepage
- www.imec.be (Sprache: NL)
- www.imec-int.com (Sprache: EN)